# جوني لونغ (لاعب كرة قدم أمريكية)
جوني لونغ (بالإنجليزية: Johnny Long)‏ هو لاعب كرة قدم أمريكية أمريكي، ولد في 13 ديسمبر 1914 في أورانج الجنوبية ‏ في الولايات المتحدة، وتوفي في 3 فبراير 1975 في بيمبرتون في الولايات المتحدة.